# Parnarama
Parnarama est une municipalité brésilienne située dans l'État du Maranhão.